# Dolmen de Chianca
Le dolmen de Chianca, ou dolmen de Bisceglie, est un imposant monument mégalithique préhistorique, datant de l'âge du bronze, entre 2300 et 1750 av. J.-C. Il se situe près de Bisceglie, Province de Barletta-Andria-Trani dans les Pouilles.
Le nom Chianca dérive du terme dialectal local chienghe (pierre ou dalle de lave). Dans la zone de Bisceglie se trouvent deux autres monuments mégalithiques du même type : le dolmen d'Albarosa et le dolmen Frisari.

## Historique
« Le dolmen de Chianca est le plus parfait et le plus grand des monuments antiques d'Italie et le dolmen le plus beau et le plus intéressant d'Europe.
(Mario Cosmai, historien et écrivain) »

La construction a été découverte par les archéologues Francesco Samarelli et Angelo Mosso le 6 août 1909, dans la localité "la Chianca" sur le territoire de Bisceglie, dans une zone éloignée de quelques kilomètres de la doline dePulo di Molfetta (it), très proche d'une longue et profonde vallée. appelé lama di Santa Croce, plein de grottes qui furent le lieu d'habitation humaine en plusieurs phases. 

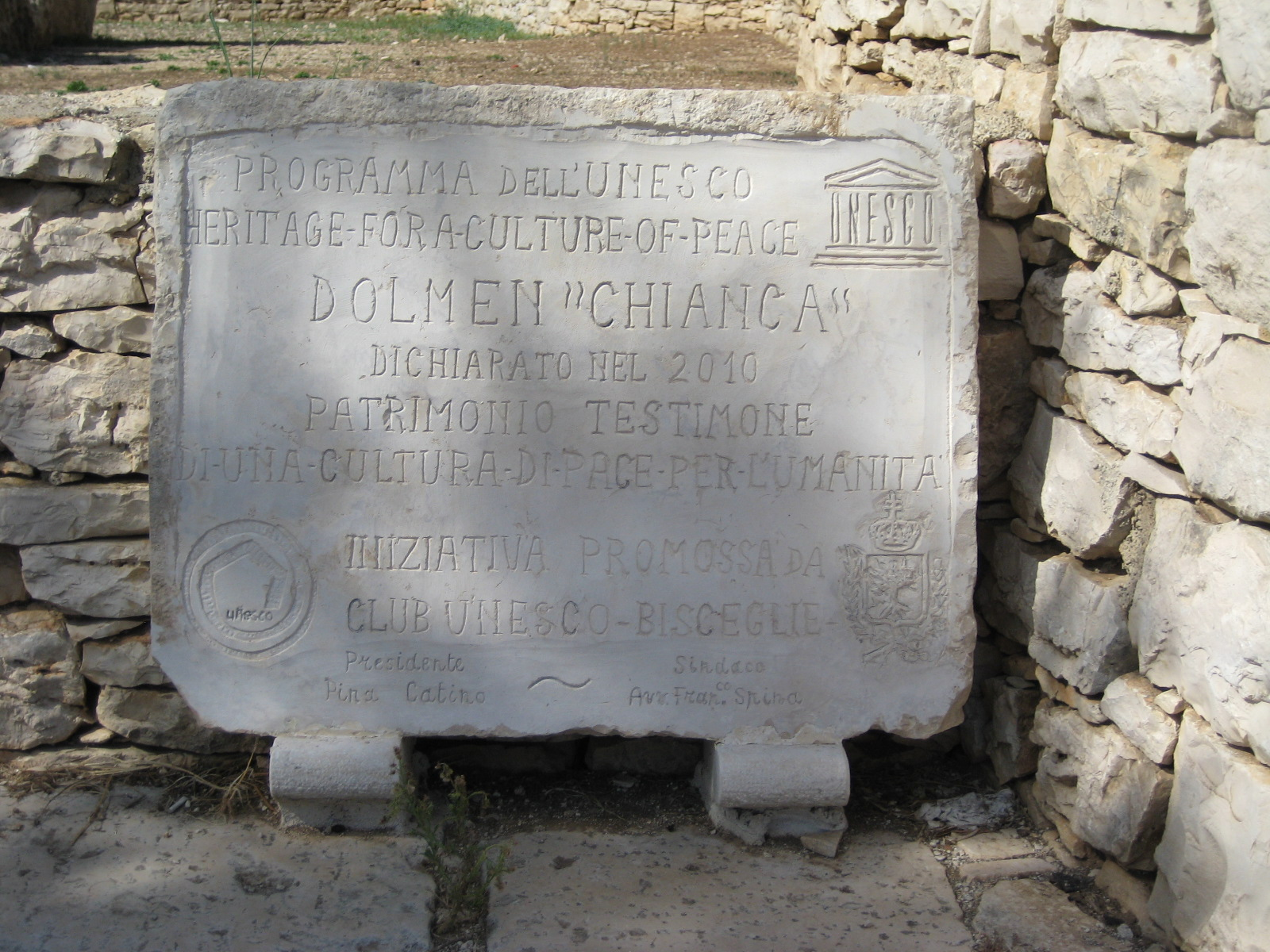

Les premières fouilles ont été menées par les découvreurs au moment de la découverte et ont été poursuivies par l'archéologue Michele Gervasio (it) dans les derniers mois de 1910. Lorsque le dolmen a été découvert, les agriculteurs locaux avaient déjà tout enlevé avant les fouilles, même si certaines traces des amas de pierre et de terre qui recouvraient le tertre étaient évidentes pour les archéologues.
Dans la cellule, des os d'animaux, des fragments de petits vases et des couteaux en pierre datant d'environ 1200 à 1000 av. J.-C., six squelettes d'adultes et d'enfants disposés de manière désordonnée et deux squelettes accroupis ont été trouvés. Des plats noirâtres, un pendentif en bronze et une cruche ont été trouvés dans le couloir. Les découvertes ont été acquises par le Museo archeologico di Santa Scolastica de Bari, où elles sont actuellement conservées. Depuis sa découverte, le dolmen de Chianca a toujours fait l'objet d'études de la part d'éminents chercheurs du monde entier. Il est le site mégalithique le mieux conservé de la région. 
Le 9 juin 2007, la Poste Italiane a émis un timbre de 0,60 euro représentant le dolmen de Chianca . Le 19 mai 2011, l'UNESCO a reconnu le dolmen de Chianca de Bisceglie comme « Patrimoine qui témoigne d'une culture de paix pour l'humanité »

## Description
La construction mégalithique, s'inscrivant dans la typologie des dolmens à tunnel et tombes à couloir à l'intérieur d'un tumulus elliptique, est constituée d'une cellule funéraire quadrangulaire, composée de trois dalles verticales en calcaire local (Chianghe), dont deux sont disposées en parois latérales et une en mur du fond. Une quatrième dalle de pierre plus grande est disposée horizontalement dessus, qui constitue le toit de couverture, et a une longueur approximative de 3,85 m et une largeur de 2,40 m. La hauteur de la chambre est d'environ 1,80 m.
Selon certains chercheurs, l'intervention coordonnée d'au moins une centaine de personnes a été nécessaire pour positionner la dalle du toit. Les dalles verticales reposent directement sur le rocher et l'une d'elles est caractérisée par deux petites ouvertures. La chambre se poursuit à l'extérieur par un couloir ouvert de 7,60 m de long, orienté vers l'est et délimité par de petites dalles de pierre disposées verticalement le long du couloir. La longueur totale de l'ensemble du monument est d'un peu moins de 10 m. Actuellement, le dolmen de Chianca est unique, non seulement par son état de conservation exceptionnel, mais aussi par la cohérence numérique des découvertes, non comparable avec des objets similaires provenant d'autres dolmens présents dans la région de Bari.

## Galerie

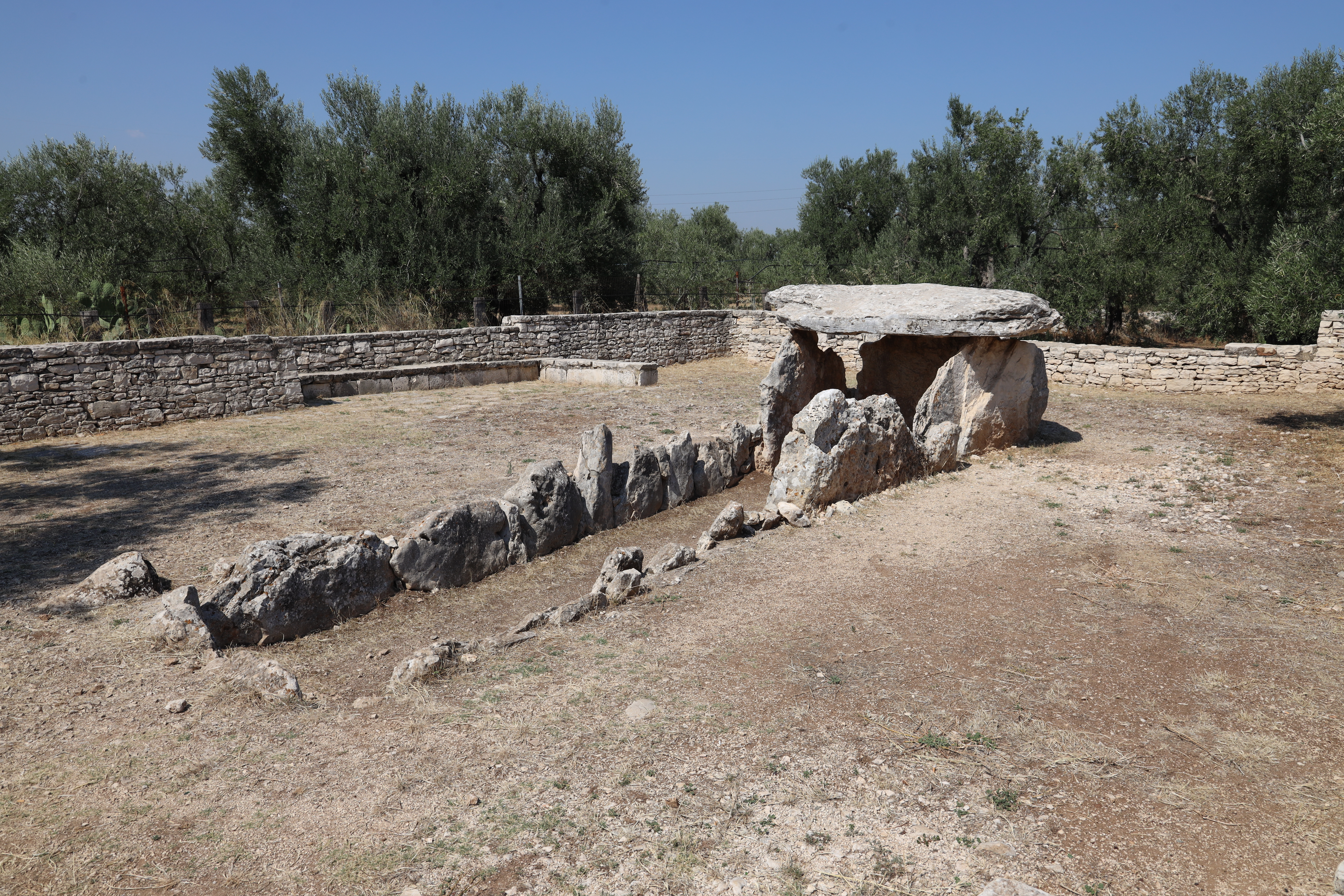
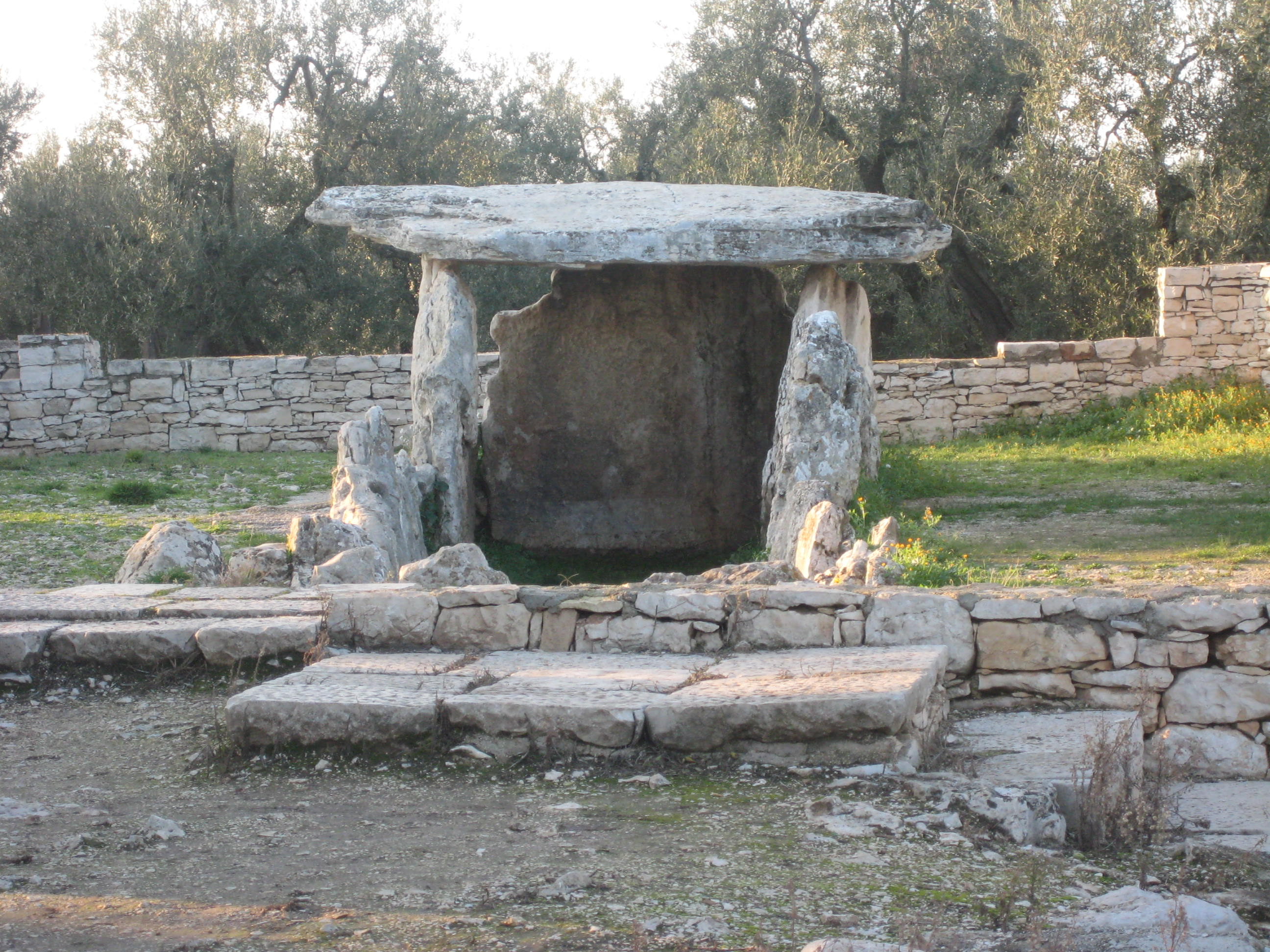
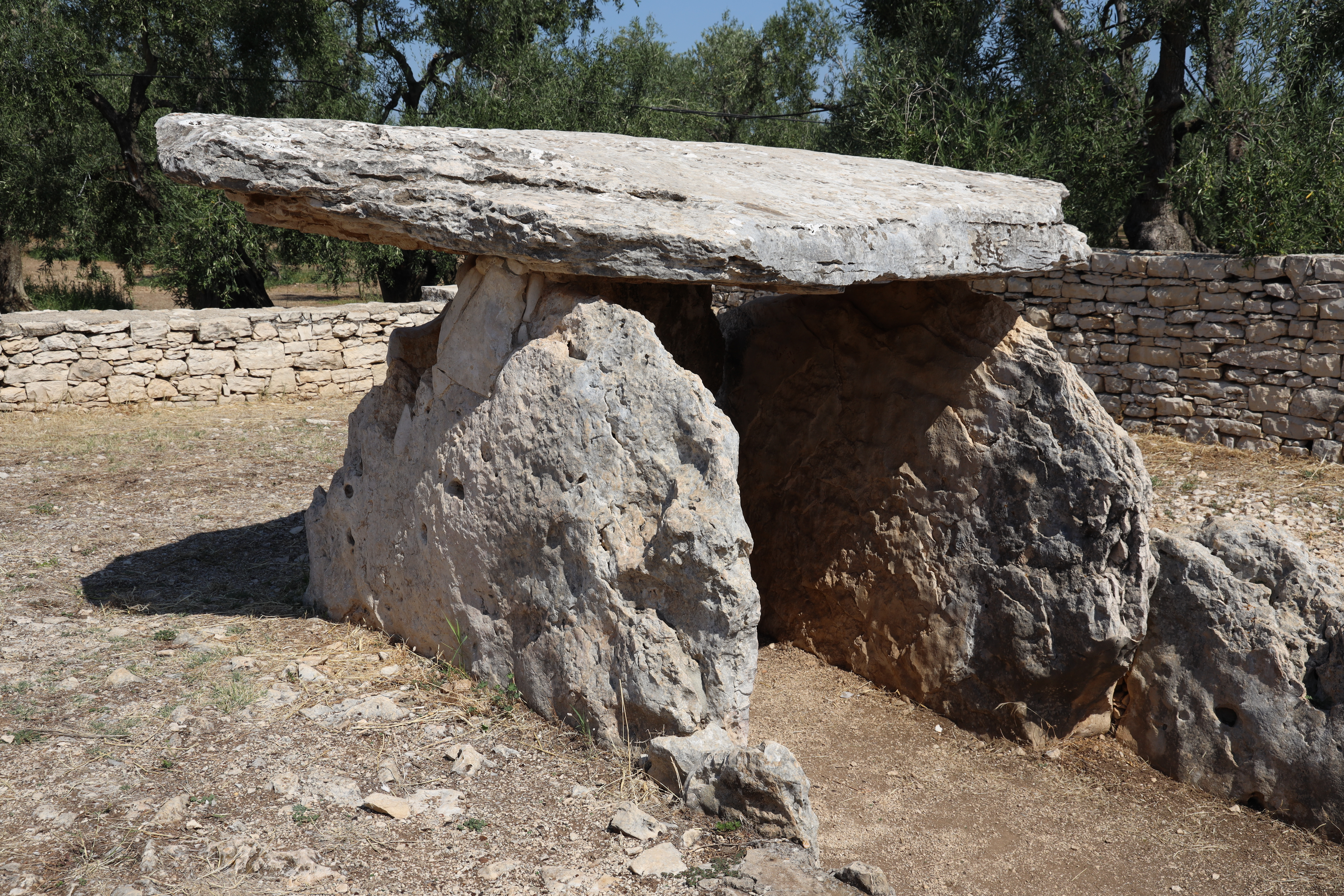
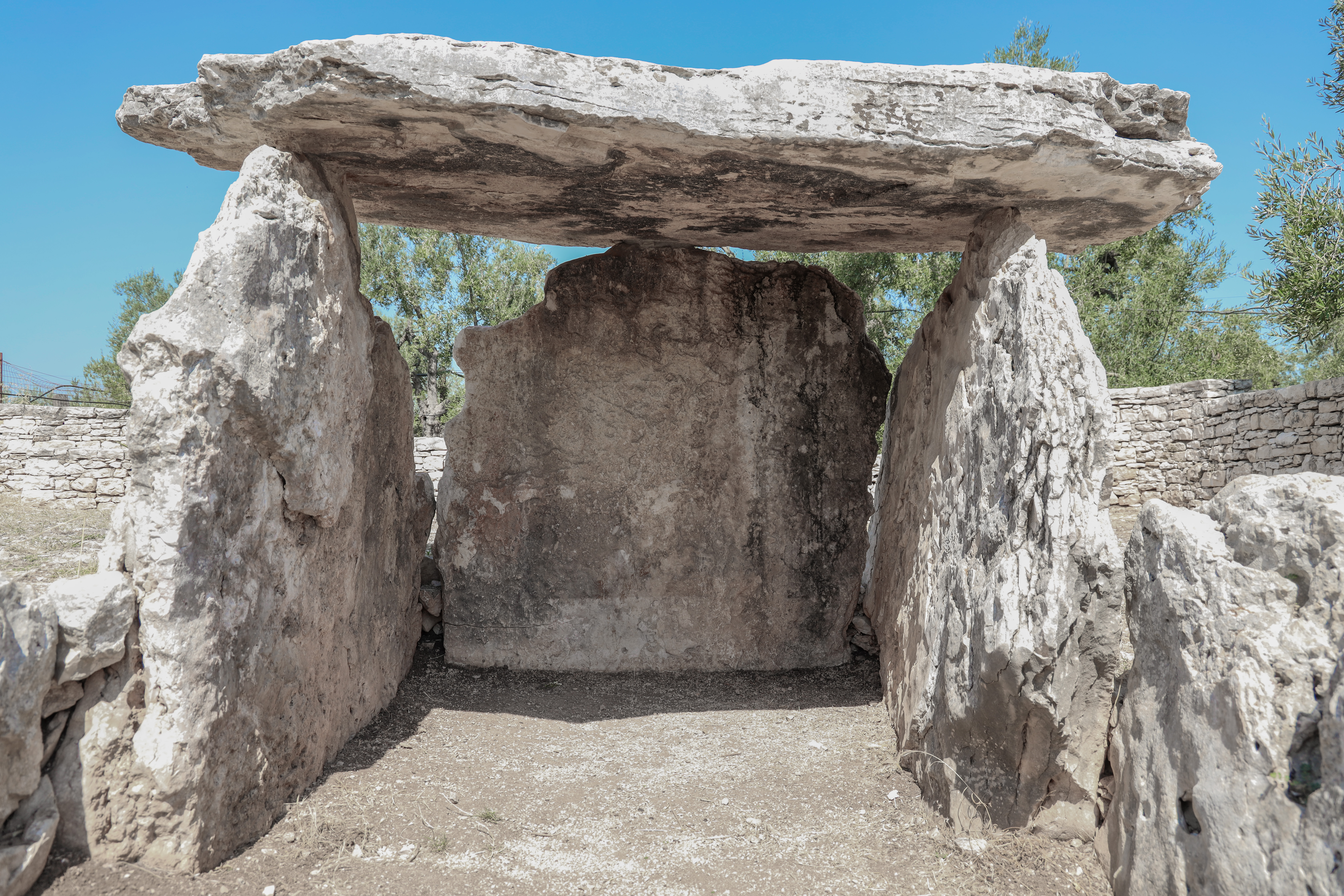